# Oedosphenella auriella
Oedosphenella auriella är en tvåvingeart som först beskrevs av Munro 1939.  Oedosphenella auriella ingår i släktet Oedosphenella och familjen borrflugor. Inga underarter finns listade i Catalogue of Life.